# Lente di Fresnel
Una lente di Fresnel è un tipo di lente inventata dal fisico Augustin-Jean Fresnel nel 1827, originariamente per l'impiego specifico nei fari per la navigazione, caratterizzata da uno spessore totale ridotto che permette la costruzione di ottiche meno ingombranti. L'impiego venne esteso successivamente a molti altri campi come per esempio quello della fotografia con la costruzione di ottiche.

## Struttura e principio

1) Sezione trasversale di una lente di Fresnel positiva
2) Sezione trasversale di una lente standard di eguale potere diottrico

La lente di Fresnel permette la costruzione di ottiche di grande dimensione e piccola lunghezza focale senza l'ingombro, lo spessore e il peso del materiale necessario per costruire una lente sferica convenzionale di equivalente potere diottrico.
Il risultato è ottenuto frazionando la lente sferica in una serie di sezioni anulari concentriche, chiamate anelli di Fresnel. Per ogni zona lo spessore della lente viene limitato, trasformando la curva continua in una serie di superfici con la stessa curvatura ma non continue. La figura illustra chiaramente il concetto.
Vengono dette lenti di Fresnel, o lamine a zone di Fresnel, per estensione, oggetti di funzione analoga, operanti a lunghezze d'onda al di fuori dello spettro visibile, come quelle in uso nei microscopi a raggi X.

### Dimensione delle lenti dei fari
Inizialmente Fresnel progettò sei tipi di lenti per fari, di diversa dimensione e lunghezza focale. Le diverse dimensioni sono chiamate ordini e andavano inizialmente dal primo ordine, più grandi e potenti, al sesto ordine. In seguito venne aggiunta una dimensione intermedia tra il terzo e il quarto ordine, e furono sviluppate anche lenti al di sopra del primo ordine - chiamate meso-radiali e iper-radianti (o iper-radiali) - e lenti di settimo e ottavo ordine.
L'idea di usare lenti più grandi di quelle del primo ordine venne avanzata per la prima volta dall'ingegnere britannico Thomas Stevenson nel 1869, quando lo sviluppo di bruciatori a gas sempre più grandi e potenti permetteva di avvistare le luci dei fari a distanze sempre maggiori e anche in caso di nebbia, ma allo stesso tempo causava problemi di surriscaldamento alle lenti di primo ordine.
I primi test sulle nuove lenti avvennero nel 1885 presso i Fari di South Foreland nel Regno Unito, e due anni dopo le prime lenti iper-radiali furono montate su alcuni fari. Tali lenti furono installate su 31 fari in giro per il mondo. A partire dagli anni venti del XX secolo le nuove tecnologie di illuminazione resero le grandi lenti obsolete, ma alcune continuano a essere in funzione, come il faro di Punta Makapuu alle Hawaii, il faro di Manora Point in Pakistan, il faro di Santa Maria a Laguna in Brasile o il faro di Cabo de São Vicente in Portogallo.
Furono costruite solo due lenti meso-radiali, una misura intermedia tra quelle del primo ordine e quelle iper-radiali, che vennero installate sul faro di Abrolhos e sul faro di Ilha Rasa in Brasile, in entrambi i casi ancora in funzione.
| Ordine       | Lunghezza focale (mm) | Altezza (mm) |
| ------------ | --------------------- | ------------ |
| Ottavo       | 70-75                 | 82           |
| Settimo      | 100-140               | 165          |
| Sesto        | 150                   | 433          |
| Quinto       | 187.5                 | 541          |
| Quarto       | 250                   | 722          |
| 3⁄1          | 375                   | 1089         |
| Terzo        | 500                   | 1576         |
| Secondo      | 700                   | 2069         |
| Primo        | 920                   | 2590         |
| Meso-radiale | 1125                  | 3200         |
| Iper-radiale | 1330                  | 3859         |

## Impieghi

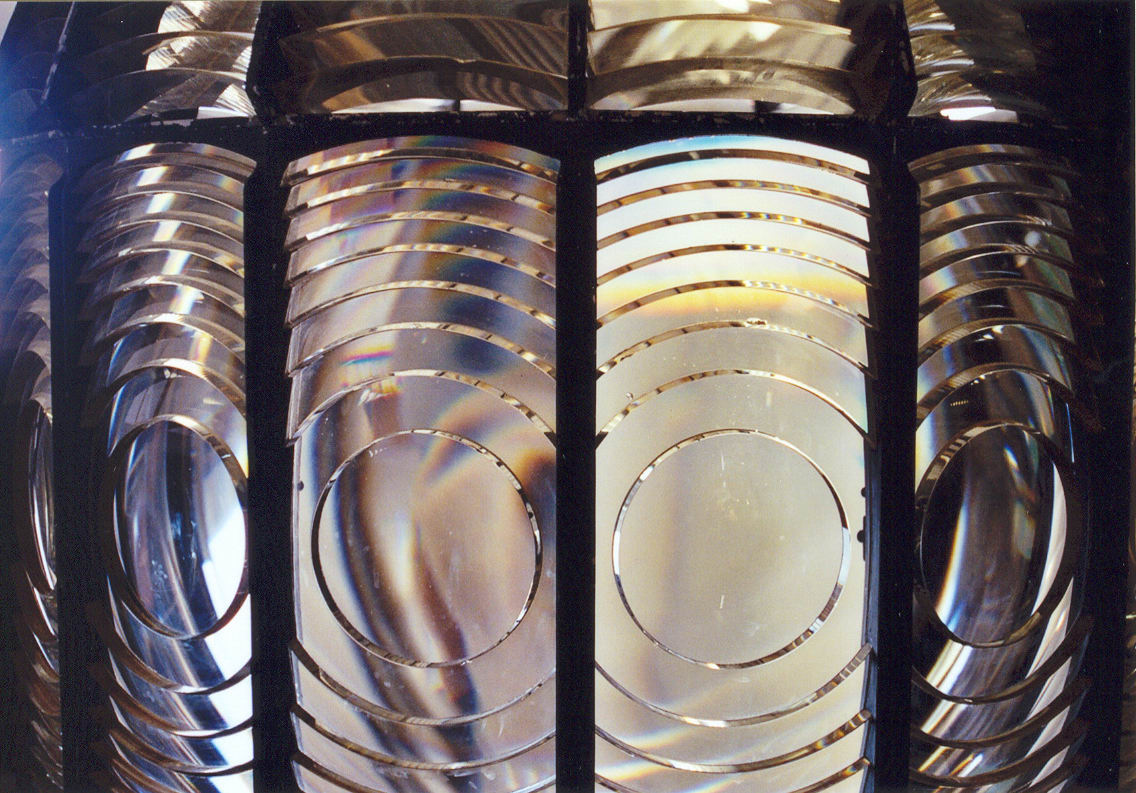
La lente multipla di un faro

A causa della frammentazione che introduce nelle immagini, la lente di Fresnel è utilizzata dove sia importante ridurre il peso dell'oggetto anche a scapito di una qualità nell'immagine ottimale. Le tecnologie meccaniche in continuo miglioramento e l'uso di migliori polimeri permettono, aumentando la densità delle serie di sezioni, di migliorare le caratteristiche ottiche dei diottri.
L'impiego più noto è nei fari, dove oltre alla lente sono spesso aggiunti prismi ottici per deviare altri raggi luminosi e incrementare la luminosità complessiva della lampada. Le dimensioni delle lenti per i fari spaziano da 60 centimetri in diametro a 3,7×1,8 metri e oltre, con focale di 90 centimetri.
Lenti di Fresnel vengono usate nei settori più disparati, dai mirini di alcune fotocamere, ai visori per la realtà virtuale, a sistemi di ingrandimento per grandi superfici, come interi fogli, ai lunotti posteriori a effetto grandangolare di veicoli, e in questo caso si tratta di lenti negative, e altro.
Lenti più semplici ed economiche in plastica stampata sono usate nei proiettori di trasparenti (episcopio), come lenti di ingrandimento e nei sensori di rilevamento dei comuni sistemi di sicurezza. Il principio di Fresnel è impiegato anche in alcuni forni solari e per motori Stirling.
Lenti di Fresnel vengono usate per degli specchi piani nei concentratori lineari degli impianti solari termodinamici (chiamati specchi Fresnel), per concentrare tramite più lenti la radiazione solare tutta su unica linea di fuoco, scaldare un fluido ad alta temperatura e poi tramite turbina e alternatore generare energia elettrica. Le lenti di Fresnel permettono di avere una maggiore superficie riflettente a parità di area occupata e inoltre gli specchi piani sono più economici dei riflettori lineari parabolici.
Le costolature di vetro poste all'interno dei fari delle auto sono delle varianti della lente di Fresnel.
Il principio della lente di Fresnel viene anche utilizzato per macchine di misura ottica per rilievi di bordi di particolari meccanici, come ad esempio profili di ruote dentate.
La lente di Fresnel viene ampiamente utilizzata anche nei sistemi di rilevazione passiva a infrarossi (PIR), quali apparecchi accendiluce o rilevatori di allarme in sostituzione al più ingombrante e costoso sistema a specchio.